# Josep Tarradellas

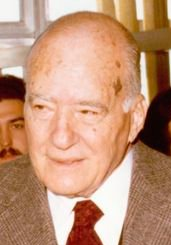
Josep Tarradellas (1979)

Josep Tarradellas i Joan (* 19. Januar 1899 in Cervelló; † 10. Juni 1988 in Barcelona) war ein katalanischer Politiker und Präsident der Generalitat de Catalunya im Exil von 1954 bis zur Wiederherstellung der politischen Autonomie Kataloniens 1980 als Folge der Demokratisierung Spaniens nach dem Tode Francos, der Transición.

## Leben
Bereits in jungen Jahren begann Tarradellas seine politische Laufbahn in Katalonien und wurde 1916 ein enger Mitarbeiter von Francesc Macià. Er gründete zusammen mit diesem und Lluís Companys die Partei Esquerra Republicana de Catalunya – die Republikanische Linke Kataloniens – kurz ERC, deren Generalsekretär er 1931 wurde. Im selben Jahr wurde er zum Abgeordneten des spanischen Parlaments, der Cortes, gewählt und Conseller (einem Minister entsprechend) in der katalanischen Regionalregierung.
Während des spanischen Bürgerkriegs hatte er verschiedene Ämter in der Generalitat inne, deren Conseller Primer (dem Ministerpräsident entsprechend) er 1936 wurde. Mit dem Zusammenbruch der Republik musste er 1939 in französische Exil gehen, wo er 1954 zum langjährigen Präsidenten der katalanischen Exil-Regierung ernannt wurde.
Nach dem Tode Francos im Jahr 1975 und den Wahlen vom Juni 1977 verhandelte er mit dem Präsidenten der spanischen Regierung Adolfo Suárez die offizielle Wiedereinsetzung der Generalitat. Bei seiner anschließenden Rückkehr nach Barcelona am 23. Oktober 1977 wurde er von einer großen Menschenmenge begeistert empfangen und sprach vom Balkon des katalanischen Regierungssitzes, des Palau de la Generalitat, den inzwischen historischen Ausspruch: „Ciutadans de Catalunya, ja sóc aquí!“ (auf Deutsch: „Bürger Kataloniens, ich bin wieder da!“). In der Folge bildete Tarradellas eine Einheitsregierung, mit der er 1979 das Autonomiestatut Kataloniens erarbeitete. 1980 trat er zurück, um der neuen frei gewählten Regierung unter Jordi Pujol Platz zu machen.
Am 24. Juli 1986 erhielt Tarradellas von König Juan Carlos I. den erblichen Titel Marqués de Tarradellas (deutsch: Markgraf von Tarradellas). Tarradellas starb 1988 in Barcelona. Der Titel wird nun von seinem Sohn geführt, der der zweite Marqués wurde.
Am 21. Dezember 2018 gab die spanische Regierung bekannt, dass der Flughafen Barcelona-El Prat nach Tarradellas umbenannt werden soll.

## Einzelbelege
1. ↑  Bartolomé Bennassar, Jean-Pierre Amalric, Jacques Beyrie, Lucienne Domergue: Histoire des Espagnols – XVIIIe–XXe siècle (= Marguerite de Marcillac [Hrsg.]: Collection Tempus. Band 2, Nr. 378). 2. Auflage. Éditions Perrin, Paris 2011, ISBN 978-2-262-03441-2, S. 650.
2. ↑  Audioaufnahme „Ciutadans de Catalunya, ja sóc aquí!“ (WAV; 81 kB) auf www.oocities.com
3. ↑  REAL DECRETO 101/2004, de 19 de enero, por el que se rehabilita, sin perjuicio de tercero de mejor derecho, el título de Marqués de Tarradellas, a favor de don Josep Tarradellas i Macià. In: BOE. 25. Jahrgang, 4. Januar 2004, S. 3662 (spanisch, boe.es [PDF]).
4. ↑  Jose Marcos:  El aeropuerto de Barcelona llevará el nombre de Josep Tarradellas In: El País, 21. Dezember 2018. Abgerufen am 28. Juni 2020 (spanisch).

| Personendaten    | Personendaten                                                |
| ---------------- | ------------------------------------------------------------ |
| NAME             | Tarradellas, Josep                                           |
| ALTERNATIVNAMEN  | Tarradellas i Joan, Josep                                    |
| KURZBESCHREIBUNG | spanischer Politiker, Regierungschef Kataloniens (1954–1980) |
| GEBURTSDATUM     | 19. Januar 1899                                              |
| GEBURTSORT       | Cervelló                                                     |
| STERBEDATUM      | 10. Juni 1988                                                |
| STERBEORT        | Barcelona                                                    |